# Merops nubicoides
Merops nubicoides là một loài chim trong họ Meropidae.
Loài chim ăn ong này có mặt trên khắp châu Phi cận xích đạo. Loài chim ăn ong này giống như những loài ăn ong khác, là một loài chim có màu sắc nổi bật, chủ yếu là đỏ thắm, nhưng với vương miện và một phần lông màu xanh lam.